# Карл Бегас
Карл Йо́зеф Бе́гас (нім. Carl Joseph Begas; *30 вересня 1794, Гайнсберг — †23 листопада 1854, Берлін) — німецький художник-портретист.

## Життєпис

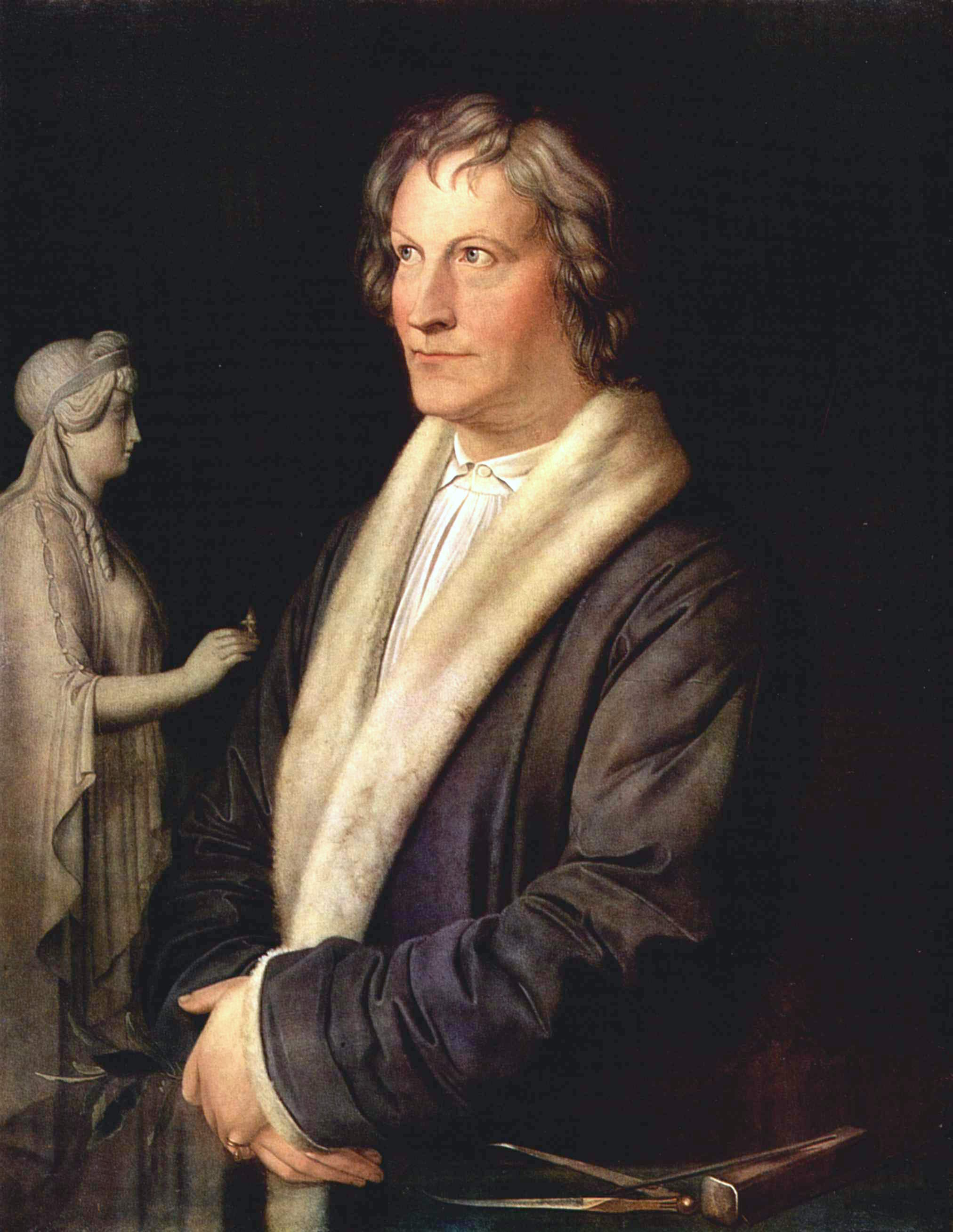
Портрет данського скульптора Бертеля Торвальдсена (бл. 1820), Ермітаж, Санкт-Петербург, Росія

Батько Карла Бегаса, суддя за фахом, готував сина до роботи в сфері юриспруденції, однак уже в школі у Бегаса проявився хист до малювання. 
У 1812 році Карла Бегаса направили до Парижа для удосконалення техніки живопису. Після півторарічних студій у майстерні французького художника Антуана-Жана Гро, Карл Бегас почав працювати самостійно. В 1814 році його копію Мадонни делля Седія було придбано пруським королем Фрідрихом Вільгельмом III, що звернуло увагу загалу до творчості  молодого митця. Бегас отримав замовлення на створення декількох полотен великого формату на біблійні сюжети і у 1825 році, по поверненні з Італії, продовжив писати картини (ікони), які розмістили згодом у церквах Берліна і Потсдаму. Деякі з них написані на історичну тематику, але переважно являють біблійні сцени.
Бегас також займався портретним живописом, поповнивши королівську портретну галерею серією портретів видатних пруських письменників. У 1846 році К.Бегаса було призначено придворним художником.

## Діти
Сини Карла Бегаса також стали митцями:
— Оскар Бегас (1828—1883) — художник.

— Рейнгольд Бегас (1831—1911) — скульптор.

— Адальберт Бегас (1836—1888) — художник.

— Карл Бегас (Молодший) (1845—1916) — скульптор.